# Inupiaq

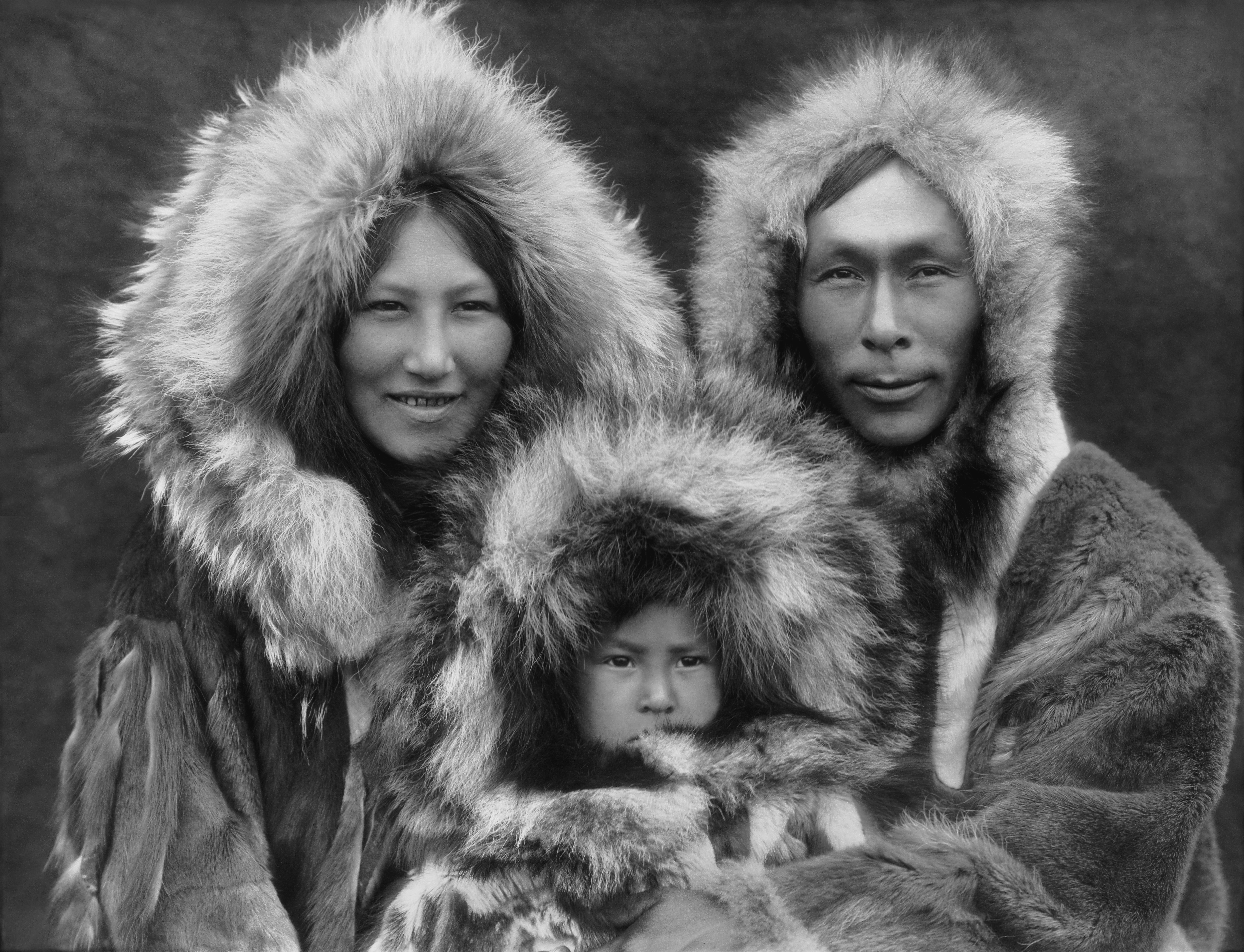
Familieportret van een Inupiaq moeder, vader en zoon in Noatak, Alaska omstreeks 1929.

De Inupiaq of Inupiat zijn een stam van de Inuit die in Alaska en rond de Beringstraat leven. Zij spreken de taal Inupiaq.
De Inupiat leven voornamelijk van de jacht en de visserij, waaronder ook het jagen op walvissen. Daarnaast is ook de exploitatie van olie in hun leefgebied een bron van inkomsten.
De laatste tijd is er zorg onder de Inupiaq vanwege de aantasting van hun leefmilieu ten gevolge van de opwarming van de Aarde.